# 安妮·奧羅拉
安妮·奧羅拉（英語：Anny Aurora，1996年9月20日—），德國女性色情演員、成人模特兒及攝像頭女郎。

## 簡歷
安妮·奧羅拉從小在德國北萊茵-威斯特法倫州內城市科隆中長大，18歲時因一次瀏覽面書期間被連結到某個業餘視訊錄影網站，並對此抱感興趣，遂取藝名「Anny Aurora」（前者是其真實名字之一，後者靈感則來自北極光），開始任職 VISIT-X 及 MyFreeCams.com 攝像頭女郎、色情演員和成人模特兒（LA Direct Models），2015至2017年又曾與哈里特·糖餅乾（Harriet Sugarcookie）一同擔任 YouTuber，合作分享 NSFW 情色短片。
2017年，安妮·奧羅拉曾獲提名《第34屆AVN獎》（34th AVN Award）「最佳女演員」，亦在10月奪得《維納斯獎2017》（Venus Awards 2017）「最佳女演員」殊榮；但基於歐洲缺乏大型的製作公司，故選擇到美國發展，2018年起跟邁阿密「Spiegler Girls Casting & Management」簽約而成為旗下藝人，現時主要來往美德兩地工作，也透過 Twitch 及 YouTube 直播遊戲實況。

## 曾獲獎項與提名
| 年份   | 獎項                                                                         | 結果 |
| 2015年 | 網絡紅星電視獎2015（Netstars.TV Award 2015）「網絡紅星電視獎」               | 獲獎 |
| 2015年 | 維納斯獎2015（Venus Awards 2015）「最佳女演員」                              | 提名 |
| 2017年 | 第34屆AVN獎（34th AVN Award）「最佳女演員」                                  | 獲獎 |
| 2017年 | 維納斯獎2017（Venus Awards 2017）「最佳女演員」                              | 獲獎 |
| 2019年 | 第36屆AVN獎（36th AVN Award）「最佳女演員」                                  | 提名 |
| 2019年 | Live Cam獎2019（Live Cam Awards 2019）「最佳攝像頭女郎」                     | 提名 |
| 2019年 | XBIZ歐洲獎2019「最佳跨國女演員」                                             | 提名 |
| 2020年 | 第37屆AVN獎（37th AVN Award）「最佳外地群交場景 -《The Flight Attendants》」 | 提名 |

## 外部連結
- 安妮·奧羅拉的X（前Twitter）（英文）
- 安妮·奧羅拉的Facebook專頁（英文）
- 安妮·奧羅拉的Instagram帳戶（英文）
- YouTube上的安妮·奧羅拉頻道（英文）
- AnnyAurora - Twitch （页面存档备份，存于）（英文）
- Anny Aurora - FanCentro （页面存档备份，存于）（英文）
- Anny Aurora在互联网电影资料库（IMDb）上的資料（英文）（英文）